# Bethanie Mattek-Sands
Bethanie Mattek, de casada Mattek-Sands (Rochester, Minnesota, 23 de marzo de 1985), es una tenista profesional de los Estados Unidos.

## Biografía
Se casó el 29 de noviembre de 2008 con Justin Sands, presidente de una compañía de seguros. Desde esa fecha añadió a su apellido el de su esposo: Bethanie Mattek-Sands. Ha ganado cinco títulos individuales y tres títulos dobles en el circuito de la ITF. Además ha ganado también cuatro títulos en dobles en el circuito de la WTA. Su pareja habitual como experta doblista es la checa Lucie Šafářová. 
Es famosa por sus peinados y sobre todo su extravagante indumentaria en la pista, en la que suele usar complementos o calzar botas o calcetines negros o llevar marcas de pintura bajo los ojos como los jugadores de fútbol americano; por este motivo fue sancionada en el US Open de 2005 cuando jugó en la pista con un sombrero Stetson de cowboy; sin embargo, esto también le ha valido jugosos contratos publicitarios. Tan extraños atuendos terminaron por granjearle el mote periodístico de "Lady Gaga del tenis".
En el torneo femenino individual de Wimbledon de 2017 sufrió una dolorosa e importante lesión cuando jugaba un partido de segunda ronda con Sorana Cîrstea y tuvo que ser llevada a un hospital local con una "lesión aguda en la rodilla" que consistió en rotura de su tendón rotuliano. Mattek-Sands ya había sufrido un desgarro del ligamento colateral mediano en la misma rodilla en septiembre de 2013.

## Trayectoria deportiva

### 2023: campeona del Torneo de Seúl y semifinalista del Masters de Roma
Alcanza los cuartos de final del Torneo de Dubái junto a Leylah Fernandez. En el Masters de Madrid alcanza también los cuartos de final junto a Paula Badosa. 
Es semifinalista del Masters de Roma junto a Marie Bouzkova. En el Torneo de San Diego logra los cuartos de final con Anna Danilina. 
Es campeona del Torneo de Seúl junto a Marie Bouzkova al imponerse 2-6, 1-6 a Luksika Kumkhum y Peangtarn Plipuech. 
Termina la temporada clasificada como la número 51 del mundo en dobles femeninos.

### 2024: campeona de Torneo de Abu Dabi y del Masters de Miami
Es finalista del Torneo de Auckland junto a Marie Bouzkova perdiendo 3-6, 7-6, 8-10 contra Anna Danilina y Viktoria Hruncakova.
Se proclama campeona del Torneo de Abu Dabi junto a Sofia Kenin al imponerse en la final 4-6, 6-7 a Linda Noskova y Heather Watson.
De nuevo junto a Sofia Kenin son campeonas del Masters de Miami ganando 4-6, 7-6, 11-9 a Gabriela Dabrowski y Erin Routliffe. 
En el Torneo de Stuttgart es semifinalista junto a Shuai Zhang. Es finalista del Torneo de Praga junto a Lucie Safarova perdiendo 6-3, 6-3 contra Barbora Krejcikova y Katerina Siniakova. 
En el Masters de Canadá alcanza las semifinales junto a Sofia Kenin. Ambas vuelven a ser semifinalista en el Torneo de Pekín. 
Finaliza la temporada como la número 19 del mundo en dobles femenino. 

## Torneos de Grand Slam

### Dobles

#### Títulos (5)
| Año  | Campeonato           | Pareja         | Oponentes en la final               | Resultado en final |
| 2015 | Abierto de Australia | Lucie Šafářová | Yung-Jan Chan Jie Zheng             | 6-4, 7-6(5)        |
| 2015 | Roland Garros        | Lucie Šafářová | Casey Dellacqua Yaroslava Shvédova  | 3-6, 6-4, 6-2      |
| 2016 | Abierto de EE.UU.    | Lucie Šafářová | Caroline Garcia Kristina Mladenovic | 2-6, 7-6(5), 6-4   |
| 2017 | Abierto de Australia | Lucie Šafářová | Andrea Hlaváčková Shuai Peng        | 6-7(4), 6-3, 6-3   |
| 2017 | Roland Garros        | Lucie Šafářová | Ashleigh Barty Casey Dellacqua      | 6-2, 6-1           |

#### Finalista (1)
| Año  | Campeonato    | Pareja      | Oponentes en la final                 | Resultado en final |
| 2021 | Roland Garros | Iga Świątek | Barbora Krejčíková Kateřina Siniaková | 4-6, 2-6           |

### Dobles mixto

#### Títulos (4)
| Año  | Campeonato           | Pareja       | Oponentes en la final           | Resultado en final |
| 2012 | Abierto de Australia | Horia Tecău  | Yelena Vesnina Leander Paes     | 6-3, 5-7, [10-3]   |
| 2015 | Roland Garros        | Mike Bryan   | Lucie Hradecká Marcin Matkowski | 7-6(3), 6-1        |
| 2018 | Abierto de EE.UU.    | Jamie Murray | Alicja Rosolska Nikola Mektić   | 2-6, 6-3, [11-9]   |
| 2019 | Abierto de EE.UU.    | Jamie Murray | Hao-Ching Chan Michael Venus    | 6-2, 6-3           |

#### Finalista (2)
| Año  | Campeonato           | Pareja       | Oponentes en la final            | Resultado en final |
| 2015 | Abierto de EE.UU.    | Sam Querrey  | Martina Hingis Leander Paes      | 4-6, 6-3, [7-10]   |
| 2020 | Abierto de Australia | Jamie Murray | Barbora Krejčíková Nikola Mektić | 7-5, 4-6, [1-10]   |

## Juegos olímpicos

### Dobles mixto
| Año  | Torneo              | Superficie | Pareja    | Oponentes en la final     | Resultado           |
| 2016 | Río de Janeiro 2016 | Dura       | Jack Sock | Venus Williams Rajeev Ram | 6-7(3), 6-1, [10-7] |

## Títulos WTA (29; 0+29)

### Individual (0)
| Leyenda                                        |
| ---------------------------------------------- |
| Grand Slam (0)                                 |
| Juegos Olímpicos (0)                           |
| WTA Tour Championships/Finals (0)              |
| Tier I, P. Mandatory & Premier 5, WTA 1000 (0) |
| Tier II, Premier, WTA 500 (0)                  |
| Tier III & IV, International, WTA 250 (0)      |

#### Finalista (4)
| N.º | Fecha                    | Torneo       | Superficie | Oponentes         | Resultado        |
| --- | ------------------------ | ------------ | ---------- | ----------------- | ---------------- |
| 1.  | 2 de noviembre de 2008   | Quebec       | Dura (i)   | Nadia Petrova     | 6-4, 4-6, 1-6    |
| 2.  | 19 de septiembre de 2010 | Quebec       | Dura (i)   | Tamira Paszek     | 6-7(6), 6-2, 5-7 |
| 3.  | 15 de enero de 2011      | Hobart       | Dura       | Jarmila Gajdošová | 4-6, 3-6         |
| 4.  | 3 de marzo de 2013       | Kuala Lumpur | Dura       | Karolína Plíšková | 6-1, 5-7, 3-6    |

### Dobles (29)
| Leyenda                                        |
| ---------------------------------------------- |
| Grand Slam (5)                                 |
| Juegos Olímpicos (0)                           |
| WTA Tour Championships/Finals (0)              |
| Tier I, P. Mandatory & Premier 5, WTA 1000 (7) |
| Tier II, Premier, WTA 500 (13)                 |
| Tier III & IV, International, WTA 250 (4)      |

| N.º | Fecha                    | Torneo               | Superficie        | Pareja              | Oponentes en la final                | Resultado           |
| 1.  | 15 de agosto de 2004     | Vancouver            | Tierra batida     | Abigail Spears      | Els Callens Anna-Lena Grönefeld      | 6-3, 6-3            |
| 2.  | 22 de julio de 2007      | Cincinnati           | Dura              | Sania Mirza         | Alina Jidkova Tatiana Poutchek       | 7-6(4), 7-5         |
| 3.  | 23 de febrero de 2008    | Bogotá               | Tierra batida     | Iveta Benešová      | Jelena Kostanić Tošić Martina Muller | 6-3, 6-3            |
| 4.  | 13 de abril de 2008      | Amelia Island        | Tierra batida     | Vladimíra Uhlířová  | Victoria Azarenka Yelena Vesnina     | 6-3, 6-1            |
| 5.  | 19 de abril de 2009      | Charleston           | Tierra batida     | Nadia Petrova       | Liga Dekmeijere Patty Schnyder       | 6-7(5), 6-2, [11-9] |
| 6.  | 3 de mayo de 2009        | Stuttgart            | Tierra batida (i) | Nadia Petrova       | Gisela Dulko Flavia Pennetta         | 5-7, 6-3, [10-7]    |
| 7.  | 23 de mayo de 2009       | Varsovia             | Tierra batida     | Raquel Kops-Jones   | Zi Yan Jie Zheng                     | 6-1, 6-1            |
| 8.  | 11 de abril de 2010      | Ponte Vedra Beach    | Tierra batida     | Zi Yan              | Chia-Jung Chuang Shuai Peng          | 4-6, 6-4, [10-8]    |
| 9.  | 13 de febrero de 2011    | París                | Dura (i)          | Meghann Shaughnessy | Vera Dushevina Yekaterina Makarova   | 6-4, 6-2            |
| 10. | 26 de mayo de 2012       | Bruselas             | Tierra batida     | Sania Mirza         | Alicja Rosolska Jie Zheng            | 6-3, 6-2            |
| 11. | 5 de enero de 2013       | Brisbane             | Dura              | Sania Mirza         | Anna-Lena Grönefeld Květa Peschke    | 4-6, 6-4, [10-7]    |
| 12. | 23 de febrero de 2013    | Dubái                | Dura              | Sania Mirza         | Nadia Petrova Katarina Srebotnik     | 6-4, 2-6, [10-7]    |
| 13. | 16 de enero de 2015      | Sídney               | Dura              | Sania Mirza         | Raquel Kops-Jones Abigail Spears     | 6-3, 6-3            |
| 14. | 30 de enero de 2015      | Abierto de Australia | Dura              | Lucie Šafářová      | Yung-Jan Chan Jie Zheng              | 6-4, 7-6(5)         |
| 15. | 26 de abril de 2015      | Stuttgart            | Tierra batida (i) | Lucie Šafářová      | Caroline Garcia Katarina Srebotnik   | 6-4, 6-3            |
| 16. | 7 de junio de 2015       | Roland Garros        | Tierra batida     | Lucie Šafářová      | Casey Dellacqua Yaroslava Shvédova   | 3-6, 6-4, 6-2       |
| 17. | 16 de agosto de 2015     | Toronto              | Dura              | Lucie Šafářová      | Caroline Garcia Katarina Srebotnik   | 6-1, 6-2            |
| 18. | 19 de marzo de 2016      | Indian Wells         | Dura              | Coco Vandeweghe     | Julia Görges Karolína Plíšková       | 4-6, 6-4, [10-6]    |
| 19. | 3 de abril de 2016       | Miami                | Dura              | Lucie Šafářová      | Tímea Babos Yaroslava Shvédova       | 6-3, 6-4            |
| 20. | 11 de septiembre de 2016 | Abierto de EE. UU.   | Dura              | Lucie Šafářová      | Caroline Garcia Kristina Mladenovic  | 2-6, 7-6(5), 6-4    |
| 21. | 1 de octubre de 2016     | Wuhan                | Dura              | Lucie Šafářová      | Sania Mirza Barbora Strýcová         | 6-1, 6-4            |
| 22. | 9 de octubre de 2016     | Pekín                | Dura              | Lucie Šafářová      | Caroline Garcia Kristina Mladenovic  | 6-4, 6-4            |
| 23. | 7 de enero de 2017       | Brisbane             | Dura              | Sania Mirza         | Yekaterina Makarova Yelena Vesnina   | 6-2, 6-3            |
| 24. | 27 de enero de 2017      | Abierto de Australia | Dura              | Lucie Šafářová      | Andrea Hlaváčková Shuai Peng         | 6-7(4), 6-3, 6-3    |
| 25. | 9 de abril de 2017       | Charleston           | Tierra batida     | Lucie Šafářová      | Lucie Hradecká Kateřina Siniaková    | 6-1, 4-6, [10-7]    |
| 26. | 11 de junio de 2017      | Roland Garros        | Tierra batida     | Lucie Šafářová      | Ashleigh Barty Casey Dellacqua       | 6-2, 6-1            |
| 27. | 6 de octubre de 2019     | Pekín                | Dura              | Sofia Kenin         | Jeļena Ostapenko Dayana Yastremska   | 6-3, 6-7(5), [10-7] |
| 28. | 11 de febrero de 2024    | Abu Dabi             | Dura              | Sofia Kenin         | Linda Nosková Heather Watson         | 6-4, 7-6(4)         |
| 29. | 31 de marzo de 2024      | Miami                | Dura              | Sofia Kenin         | Gabriela Dabrowski Erin Routliffe    | 4-6, 7-6(5), [11-9] |

#### Finalista (13)
- 2005: Los Àngeles (junto con Angela Haynes pierden ante Yelena Dementieva y Flavia Pennetta)
- 2006: Praga (junto con Ashley Harkleroad pierden ante Marion Bartoli y Shahar Peer)
- 2006: Rabat (junto con Ashley Harkleroad pierden ante Zi Yan y Jie Zheng)
- 2010: Memphis (junto con Meghann Shaughnessy pierden ante Vania King y Michaella Krajicek)
- 2011: Indian Wells (junto con Meghann Shaughnessy pierden ante Sania Mirza y Yelena Vesniná)
- 2013: Stuttgart (junto con Sania Mirza pierden ante Mona Barthel y Sabine Lisicki)
- 2016: Charleston (junto con Lucie Šafářová pierden ante Caroline Garcia y Kristina Mladenovic)
- 2016: WTA Finals (junto con Lucie Šafářová pierden ante Yekaterina Makarova y Yelena Vesnina)
- 2019: Eastbourne (junto con Kirsten Flipkens pierden ante Hao-Ching Chan y Yung-Jan Chan)
- 2019: Moscú (junto con  Kirsten Flipkens pierden ante Shuko Aoyama y Ena Shibahara)
- 2021: Stuttgart (junto con Desirae Krawczyk pierden ante Ashleigh Barty y Jennifer Brady)
- 2021: Roland Garros (junto con Iga Świątek pierden ante Barbora Krejčíková y Kateřina Siniaková)
- 2023: Auckland (junto con Leylah Fernandez pierden ante Miyu Kato y Aldila Sutjiadi)

## Clasificación en torneos del Grand Slam

#### Individuales
| Torneo           | 2001 | 2002 | 2003 | 2004 | 2005 | 2006 | 2007 | 2008 | 2009 | 2010 | 2011 | 2012 | 2013 | 2014 | 2015 | 2016 | 2017 | 2018 | 2019 | 2020 | 2021 | G-P   | Títulos |
| ---------------- | ---- | ---- | ---- | ---- | ---- | ---- | ---- | ---- | ---- | ---- | ---- | ---- | ---- | ---- | ---- | ---- | ---- | ---- | ---- | ---- | ---- | ----- | ------- |
| Australia        | -    | -    | -    | Q2   | -    | Q3   | Q3   | Q1   | -    | Q3   | 1R   | 1R   | Q1   | 1R   | 3R   | 1R   | Q3   | -    | 1R   | -    | -    | 2-6   | 0/6     |
| Roland Garros    | -    | -    | -    | Q2   | Q2   | 1R   | Q1   | 2R   | 1R   | 2R   | 3R   | 2R   | 4R   | -    | 1R   | 1R   | 3R   | 2R   | -    | -    |      | 11-11 | 0/11    |
| Wimbledon        | -    | -    | Q3   | Q2   | -    | 1R   | 2R   | 4R   | 1R   | 1R   | 1R   | -    | 1R   | -    | 3R   | 1R   | 2R   | -    | -    | ND   |      | 7-10  | 0/10    |
| Estados Unidos   | 1R   | 1R   | 1R   | 1R   | 1R   | 1R   | 2R   | 2R   | 2R   | 2R   | 1R   | 1R   | 2R   | -    | 3R   | 1R   | -    | Q1   | Q1   | -    |      | 7-15  | 0/15    |
| Ganados/Perdidos | 0-1  | 0-1  | 0-1  | 0-1  | 0-1  | 0-3  | 2-2  | 5-3  | 1-3  | 2-3  | 2-4  | 1-3  | 4-3  | 0-1  | 6-4  | 0-4  | 3-2  | 1-1  | 0-1  | 0-0  | 0-0  | 27-42 | 0/42    |

#### Dobles Femeninos
| Torneo           | 2001 | 2002 | 2003 | 2004 | 2005 | 2006 | 2007 | 2008 | 2009 | 2010 | 2011 | 2012 | 2013 | 2014 | 2015 | 2016 | 2017 | 2018 | 2019 | 2020 | 2021 | G-P    | Títulos |
| ---------------- | ---- | ---- | ---- | ---- | ---- | ---- | ---- | ---- | ---- | ---- | ---- | ---- | ---- | ---- | ---- | ---- | ---- | ---- | ---- | ---- | ---- | ------ | ------- |
| Australia        | -    | -    | -    | 2R   | -    | -    | 2R   | 3R   | -    | CF   | CF   | 3R   | 1R   | -    | G    | 2R   | G    | -    | 1R   | 3R   | 2R   | 27-11  | 2/13    |
| Roland Garros    | -    | -    | -    | 3R   | -    | 1R   | 1R   | 2R   | CF   | 3R   | 2R   | 1R   | 3R   | -    | G    | 1R   | G    | 2R   | -    | CF   |      | 27-12  | 2/14    |
| Wimbledon        | -    | -    | -    | 2R   | -    | 2R   | 2R   | CF   | 3R   | SF   | 2R   | 3R   | -    | -    | CF   | 1R   | 2R   | CF   | CF   | ND   |      | 26-13  | 0/13    |
| Estados Unidos   | 1R   | 1R   | 2R   | 1R   | 1R   | 3R   | CF   | -    | CF   | CF   | 3R   | 3R   | -    | -    | -    | G    | -    | 2R   | 1R   | 1R   |      | 23-15  | 1/15    |
| Ganados/Perdidos | 0-1  | 0-1  | 1-1  | 4-4  | 0-1  | 3-3  | 5-4  | 6-3  | 8-3  | 12-4 | 7-4  | 6-4  | 2-2  | 0-0  | 15-1 | 7-3  | 12-0 | 5-3  | 3-3  | 6-3  | 1-1  | 102-49 | 5/55    |

#### Dobles Mixtos
| Torneo           | 2006 | 2007 | 2008 | 2009 | 2010 | 2011 | 2012 | 2013 | 2014 | 2015 | 2016 | 2017 | 2018 | 2019 | 2020 | 2021 | G-P   | Títulos |
| ---------------- | ---- | ---- | ---- | ---- | ---- | ---- | ---- | ---- | ---- | ---- | ---- | ---- | ---- | ---- | ---- | ---- | ----- | ------- |
| Australia        | -    | -    | 1R   | -    | 2R   | SF   | G    | 1R   | -    | -    | CF   | CF   | -    | CF   | F    | 2R   | 16-8  | 1/10    |
| Roland Garros    | -    | -    | 2R   | 1R   | 1R   | -    | 2R   | -    | -    | G    | -    | 1R   | -    | -    | ND   |      | 7-5   | 1/6     |
| Wimbledon        | 2R   | -    | 1R   | 3R   | 3R   | -    | -    | -    | -    | SF   | -    | -    | 2R   | 2R   | ND   |      | 8-6   | 0/7     |
| Estados Unidos   | -    | -    | -    | CF   | SF   | -    | 1R   | -    | -    | F    | -    | -    | G    | G    | ND   |      | 19-4  | 2/6     |
| Ganados/Perdidos | 1-1  | 0-0  | 1-3  | 3-3  | 5-4  | 3-1  | 6-1  | 0-1  | 0-0  | 12-2 | 2-1  | 2-1  | 6-0  | 8-2  | 4-1  | 1-1  | 50-22 | 4/29    |